# Філіппов Роман Сергійович
Рома́н Сергі́йович Філі́ппов (рос. Роман Сергеевич Филиппов; 24 січня 1936, Сімферополь, Російська РФСР — 18 лютого 1992, Москва, Росія) — радянський актор театру і кіно. Народний артист РРФСР (1987). Заслужений артист Білоруської РСР (1967).

## Життєпис
Народився в родині провінційного актора. Велику роль у його подальшій творчій долі відіграла зустріч з Вірою Пашенною, яка приїхала до міста Горький на огляд молодих обдарувань. Після цього Філіппов, який раніше не думав про артистичну діяльність, вирішує присвятити сцені свою долю. Він вступив до Вищого театрального училища імені М. С. Щепкіна на курс Віри Пашенної. Його однокурсниками під час навчання були Олексій Ейбоженко, Юрій Соломін та Віктор Борцов.
У 1957 році він здобуває акторську освіту й зараховується до штату Малого театру і працює в ньому до 1960 року, коли через розбіжності з театральним керівництвом був змушений піти до інших сценічних колективів. Такими для Романа Сергійовича в майбутньому стануть: у 1960—1961 роках — Московський драматичний театр імені О. С. Пушкіна; у 1961—1962 — Москонцерт; у 1962—1969 роках — Національний академічний театр імені Янки Купали в Мінську.
У 1969 році актор повертається до Малого театру і грає в ньому до кінця життя. У кіно — з 1954 року (перша роль — борець у фільмі «Чемпіон світу»). Брав участь в озвучуванні мультфільмів, автор текстів до пісень кінофільмів.
Під час роботи в Мінську починає професійно захоплюватися перекладами білоруською мовою, що стало для актора життєво необхідним при працевлаштуванні до національного театру (вивчив за вкрай короткий термін — 7 днів). Захоплювався поезією і грою в шахи. Володів рідкісним від природи, низьким і грудним голосом — басом-профундо, що надавало його героям особливу чарівність.
Помер 18 лютого 1992 року внаслідок тромбоемболії. Похований у Москві на Троєкурівському цвинтарі (ділянка № 2).

## Вибрана фільмографія
- 1959 — Зелений фургон — Федько Бик
- 1961 — Дівчата — Вася Зайцев
- 1961 — День, коли виповнюється 30 років — Рома Трофімов
- 1962 — Вулиця молодшого сина — дядько Яків
- 1966 — Три товстуни — зброяр Просперо
- 1968 — Діамантова рука — гість із Колими, Лодижинський Євген Миколайович
- 1968 — Драма зі старовинного життя — Прохор, двірник
- 1971 — Джентльмени удачі — «авторитет» Нікола Пітерський
- 1971 — Старики-розбійники — людина, яка пограбувала Мячикова
- 1971 — 12 стільців — Ляпіс Трубецькой
- 1972 — Тіні зникають опівдні — Меньшиков Демид
- 1973 — Кортик — Філін, завскладом
- 1977 — Весь світ в очах твоїх… — застужений
- 1977 — Дипломати мимоволі — Остап Остапчук та Дмитро-комірник
- 1978 — Сибіріада — Чернохвостіков
- 1979 — Візьми мене з собою — Афоня
- 1980 — Юність Петра — князь Федір Юрійович Ромодановський
- 1980 — На початку славних справ — князь Федір Юрійович Ромодановський
- 1982 — Чародії — Юлій Цезаревич Камнєєдов
- 1982 — Одружений парубок — Степан Кузьмович
- 1983 — Про дивацтва любові — Солтан-Хамід
- 1988 — Міс мільйонерка — Кузьма Єгорович
- 1991 — Дій, Маню! — генерал